# Pietro Maria Pieri
Pietro Maria Pieri (Siena, 1º ottobre 1676 – Roma, 27 gennaio 1743) è stato un cardinale italiano, dell'Ordine dei Servi di Maria, nominato da papa Clemente XII.

## Biografia
Pietro o Pier Maria Pieri nacque ad Elma a Piancastagnaio, nella campagna senese, presso Radicofani, da decaduta ma illustre nobile famiglia senese, il 24 settembre 1676, come si rileva dai registri dell'Archivio di Siena e battezzato il 1º ottobre, figlio di Francesco Pieri ed Elisabetta Maggiolini.
I Pieri hanno origine dalla località di Torre de' Pieri presso Piancastagnaio e sono cavalieri ascritti al patriziato senese dando alla città numerosi Capitani del Popolo nei secoli XVII e XVIII (Deifebo, 1628; Girolamo di Deifebo, 1626; Celio di Girolamo, 1629 e 1632; Bartolomeo, 1662; Antonio Maria, 1696 e 1698; Girolamo di Orlando, 1718; Alessandro di Celio, 1720; Antonio di Orlando, 1720; Alessandro di Antonio, 1736).
Pietro Maria venne educato assai alla semplice, apprendendo gli elementi di grammatica. Il compatriota Padre Ponzoli dell'Ordine dei Servi di Maria, compresa l'indole ed il talento del giovane, gli consigliò di vestire l'abito del suo Ordine, contribuendo alle spese necessarie per tale scopo.
Fu condotto, così, all'età di 15 anni, a Firenze, ove fu vestito nel convento della SS. Annunziata; qui nel 1691-92, fece il noviziato e prese i voti religiosi. Nel 1694, fu inviato a Roma, prima a S. Maria in Via e poi al Collegio di S. Marcello al Corso, nel "Collegio Gandavense", dove sotto la guida dei Padri Castelli e Lodigeri, si distinse e fece brillantemente il corso di studi filosofici e teologici, sostenendo con gran presenza di spirito una disputa e conclusione pubblica, nel 1701, nella quale difese 26 tesi di filosofia, teologia e storia ecclesiastica, dedicandola al papa Clemente XI, che lo decorò del titolo di Maestro, pur non avendo ancora compiuto 23 anni; non ancora ventisettenne ebbe quindi il grado accademico di Maestro in Sacra Teologia.
Nel 1702, frà Pier Maria fu inviato a Firenze come Reggente degli Studi del convento della SS. Annunziata, ove insegnò filosofia speculativa. Nel 1703, mentre il cardinale Francesco Maria de' Medici pensava di farlo nominare Professore all'Università di Pisa, fu richiamato a Roma, come Reggente del "Collegio Gandavense" di S. Marcello.
Nel 1704, fu nominato Consultore della S. Congregazione dell'Indice e Censore dell'Accademia Ecclesiastica. Ma l'invidia e l'impostura degli altri, invece di recargli danno gli portò fortuna; infatti, nel corso di alcune ingiuste procedure nei suoi confronti, da parte di alcuni suoi confratelli ed in particolare del Padre Castelli, nuovo Generale dell'Ordine, che gli tolse senza motivi ragionevoli la carica di Reggente, il Pieri, appellandosi al cardinale Lorenzo Corsini, fiorentino e Protettore dell'Ordine, fu da questi accolto sotto la sua autorevole protezione personale e nominato suo teologo (1710) e poi suo bibliotecario (1711, nella Biblioteca Corsiniana, oggi dei Lincei) con una pensione di 50 scudi l'anno. Inoltre, dal papa Benedetto XIII fu confermato tra i Consultori dell'Indice e nel 1713 fu eletto Definitore Generale per divenire, nel 1714, Qualificatore della SS. Inquisizione. Sempre nel 1714, con la morte del Generale Bertazzoli, gli successe come Vicario Generale fino al successivo Capitolo Generale.
Nel 1715 fu Consultore della Congregazione dei Riti e fu nominato tra gli Esaminatori dei Vescovi.
Nel Capitolo Generale del 1720 fu eletto Procuratore Generale e poi, essendo il Generale dell'Ordine promosso al Vescovado, il Pieri fu, con Breve Apostolico, assunto alla carica di Priore generale dell'Ordine dei Serviti da Benedetto XII che si era servito di lui in alcuni delicatissimi affari.
Ottenne nella sua carica, la conferma del culto prestato "ab immemorabili tempore" ai Sette Beati Fondatori, con Messa ed Ufficio propri (11 febbraio) da lui stesso composti.
Promosse con zelo anche la loro causa di canonizzazione con quella di S. Giuliana Falconieri e S. Pellegrino Laziosi, proclamato santo il 27 dicembre 1726. Ottenne che l'altare dell'Addolorata fosse "privilegiato" in perpetuo.
Venne nominato Teologo del Concilio Lateranense dell'Anno Giubilare 1725 e a lui, con i PP. Sparvieri S.I. e Angelo Scolopio, è dovuta l'Istruzione Catechetica inserita negli atti del Concilio.
Il 22 agosto 1727, dietro la supplica di fra Pietro M. Pieri, quale Priore generale dell'ordine e del Procuratore Giuseppe Cursi, Benedetto XIII col decreto "Urbis et Orbis" estese il permesso di celebrare la messa e l'ufficio della Madonna dei Sette Dolori a tutti i fedeli.
Con privilegio del 12 luglio dello stesso anno, il Pieri aveva infatti concesso a Donna Laura La Grua, duchessa di Ciminna (Palermo), la facoltà di fondare la Confraternita di secolari di "Maria SS. Addolorata" nella chiesa matrice di Ciminna, a condizione che erigesse un altare dei Sette Dolori della SS. Vergine.
Nel 1730, il cardinale Lorenzo Corsini, eletto Pontefice come Clemente XII, lo confermò suo Teologo e ogni martedì lo riceveva per consigliarsi sulle varie questioni della Chiesa.

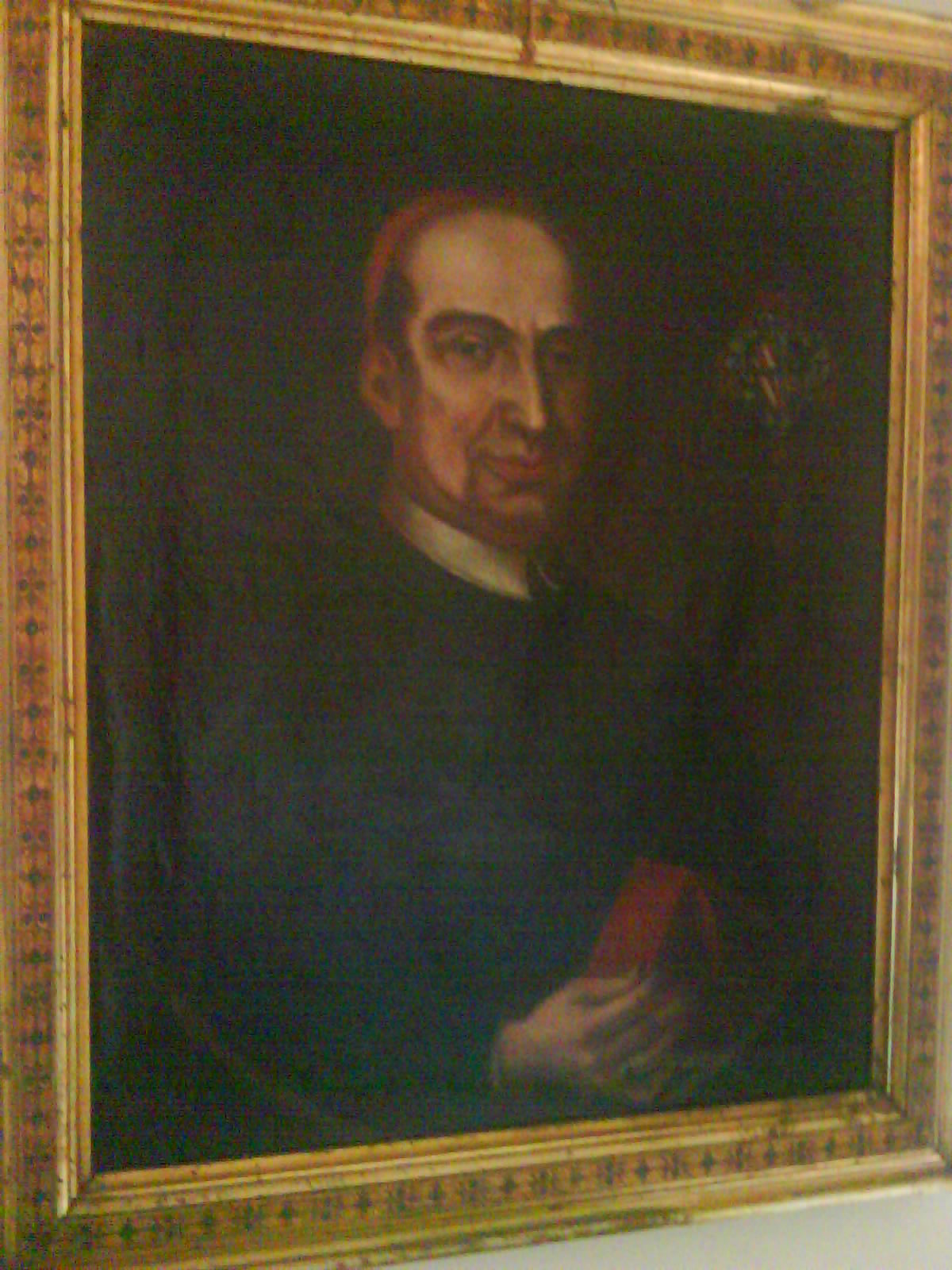
ritratto del cardinale Pietro Maria Pieri

Finalmente, nel Concistoro del 24.3.1734, all'età di 57 anni, veniva decorato della Porpora cardinalizia di Sacra Romana Chiesa col titolo di S. Giovanni a Porta Latina (ante portam latinam) e veniva ascritto nelle principali Congregazioni di Roma; con specifico indulto gli fu concesso di mantenere il "munus" di Priore Generale dell'Ordine fino alla successiva Pentecoste, la cerimonia ufficiale avvenne il 12.4.1734 quando venne fatto cardinale prete della sede presbiteriale di S. Giovanni a Porta Latina.
Il ritratto ad olio del Pieri, dipinto da ignoto di scuola romana in occasione della sua elevazione al cardinalato, porta in alto sulla destra di chi lo guarda lo stemma cardinalizio.
Il blasone è costituito da uno scudo italiano partito. Al destro, troncato d'azzurro e d'oro, è raffigurato un braccio di carnagione vestito al naturale, nel secondo tenente un ramo di pero pure al naturale e fruttifero dello stesso di sei attraversante nel troncato (Pieri da Piano Castagnajo) e, nella partitura sinistra tre bande di rosso in campo d'argento, alla fascia azzurra attraversante il tutto (Corsini di Firenze, concessione del papa Clemente XII del 1734). Caricato in capo d'onore da un piccolo scudo francese antico, raffigurante in campo azzurro il monogramma in oro M.S. coronato dell'Ordine dei Serviti. Sullo stemma campeggia il cappello cardinalizio con le nappe. Segue l'iscrizione in oro: Fr. Petrus Maria Pierius Ordinis Serv. B: M: V: Pres:r Cardinalis creatus Die 24 Martij 1734.

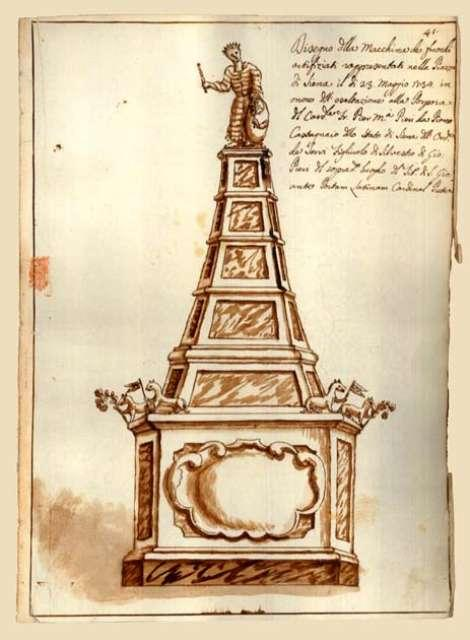
Disegno della Macchina di fuochi artifiziali rappresentati nella Piazza di Siena il dì 25 maggio 1734 in onore dell'esaltazione alla Porpora del Card.le fr. Pier Maria Pieri da Piano Castagnajo dello stato di Siena dell'Ordine dei Servi, Figliolo di Gio. Pieri, di S. Gio. ante Portam Latinam Cardinal Prete

Anche da cardinale continuò a condurre la vita austera, piissima e laboriosissima che l'aveva contraddistinto come religioso. Aveva un orario stabilito per tutte le ore del giorno e della notte, dedicandole alla preghiera, studio e lavoro, evitando ogni inutile perdita di tempo. Si alzava alle quattro del mattino, e per un'ora intera si dedicava alla meditazione delle cose divine; dopo, dette alcune preghiere, celebrava la messa e recitava le ore canoniche. Si metteva poi nello studio fino a mezzogiorno.
Dopo pranzo, secondo le stagioni, faceva un breve riposo, poi recitava devotamente le Ore Vespertine, la Compieta, e il Mattutino del giorno successivo, con alcune sue preghiere speciali.
Dopo usciva per i suoi affari. Ogni anno faceva gli esercizi spirituali per 10 giorni continui e in quel periodo, l'unico che poteva avvicinarlo era il fratello converso dedicato al suo servizio.
Ogni venerdì, nelle vigilie delle solennità della Madonna ed in ogni sera per gli esercizi spirituali si dava la disciplina.
Aveva una coscienza così sensibile e scrupolosa da rifiutare ogni dono, non solo da estranei, ma anche dagli stessi confratelli dell'Ordine.
Era poi così devoto alla Vergine da averne sempre il nome sulle labbra; impetrò alla S. Sede, per l'Ordine, varie feste in suo onore (la festa del Patrocinio della B.V.M., la festa dell'aspettazione del parto, gli uffici votivi della SS. Nome di Maria e dell'Immacolata Concezione).
Ottenne parecchi privilegi e innumerevoli indulgenze per la Corona dei Sette Dolori di Maria S.S. Scrisse nel 1735 al P. Generale, suo successore: "L'Amore che porto per la SS. Vergine Addolorata, l'ardente brama che sia propagato il culto di Lei, benché indegnamente uno dei suoi servi..., esigevano che io procurassi quell'accrescimento di privilegi ed indulgenze che ho conseguito dalla S. Beneficenza di N. Signore..." (Arch. O.S.M., Reg. G.lis Curti). Così ha scritto di lui il Gigli nel suo diario (p. 542) "Frà Pier Maria Pieri ha ordinato per la stampa "Dissertationes criticae Chronologicae, Historicae in certa selectiora Historiae Ecclesiasticae" (rimasta inedita con l'Historia Pelagiana) e più ne avrebbe disegnate nella sua ferace idea, se le incombenze assidue al servizio delle Sagre Congregazioni ed alle Commissioni più alte non gli togliessero il tempo bisognevole per la forma dei concepiti embrioni, che più comodamente avrebbero potuto maturare, se qualche invito avesse voluto abbracciare in tale insigne Università che a sedere nelle sue cattedre invitollo, guari non ha, per nostro mezzo: ma la porta della sua umile cella religiosa può ribattere tutti gli assalti, nei quali sono due perpetue bloccatrici dei chiostri più guardati. Egli infine sarà il letterato più benemerito e memorabile per questo convento poiché al servizio del medesimo ha raccolta a sue spese una buona parte di ottimi savi volumi ad effetto di arricchire la libreria, che di presente trovasi scarsa al bisogno degli studiosi".
Tra le altre opere ha scritto "Le Meditazioni sopra i dolori che sostenne la SS. Vergine" in due volumi (Roma F. Gonzaga 1710, Milano Vigone 1719, Venezia 1722).
Fu uomo costantemente dolce ed affabile con tutti, sempre di animo forte nelle avversità, intransigente per ciò che è vero, buono e giusto, pronto a perdonare e a dimenticare le offese; non fu mai udito parlar male di qualcuno. Promosse l'osservanza regolare e gli studi con fortezza e soavità.
Partecipò all'estenuante conclave che portò come compromesso all'elezione del famoso Benedetto XIV (il bolognese Prospero Lambertini, 1740-58) che si protrasse dal 18 febbraio al 17 agosto 1740 e che vide la partecipazione di altri sessantasette cardinali tra cui il principe vescovo di Strasburgo Armand Gaston Maximilien de Rohan de Soubise, Pietro Ottoboni, deceduto pochi giorni dopo l'apertura dei lavori, Annibale Albani, l'arcivescovo di Malines Thomas Philip d'Henin Lietard d'Alsace Boussu de Chimay, ecc.
Morì santamente a Roma la mattina del 27 gennaio 1743, a 66 anni, 3 mesi e 27 giorni, stroncato dal lavoro più che dall'età e dalla malattia, sopportata con pazienza.
Ai funerali, celebrati nella chiesa di S. Marcello al Corso con solenne esposizione il 29 gennaio, fu presente lo stesso Pontefice Benedetto XIV, con tutto il S. Collegio e la Cappella papale.
La salma rimase tutto il giorno esposta alla venerazione dei fedeli ed il 29 gennaio, in tarda sera, fu tumulato nella cappella di S. Filippo Benizi, davanti all'altare di S. Giuliana Falconieri. Successivamente, fu sepolto al centro del coro, dietro l'altare maggiore, con nobile epitaffio dettato dal P. Alessandro Bandiera dell'Ordine dei Servi.
Gli fu eretto un monumento marmoreo nella sacrestia della Basilica di S. Maria dei Servi a Siena.

## Opere
- "Dissertationes criticae Chronologicae, Historicae in certa selectiora Historiae Ecclesiasticae".
- "Meditazioni sopra i dolori che sostenne la S.S. Vergine", Roma, 1710, voll. 2.
- "Historia Pelagiana", inedita.